# Lena Liebkind

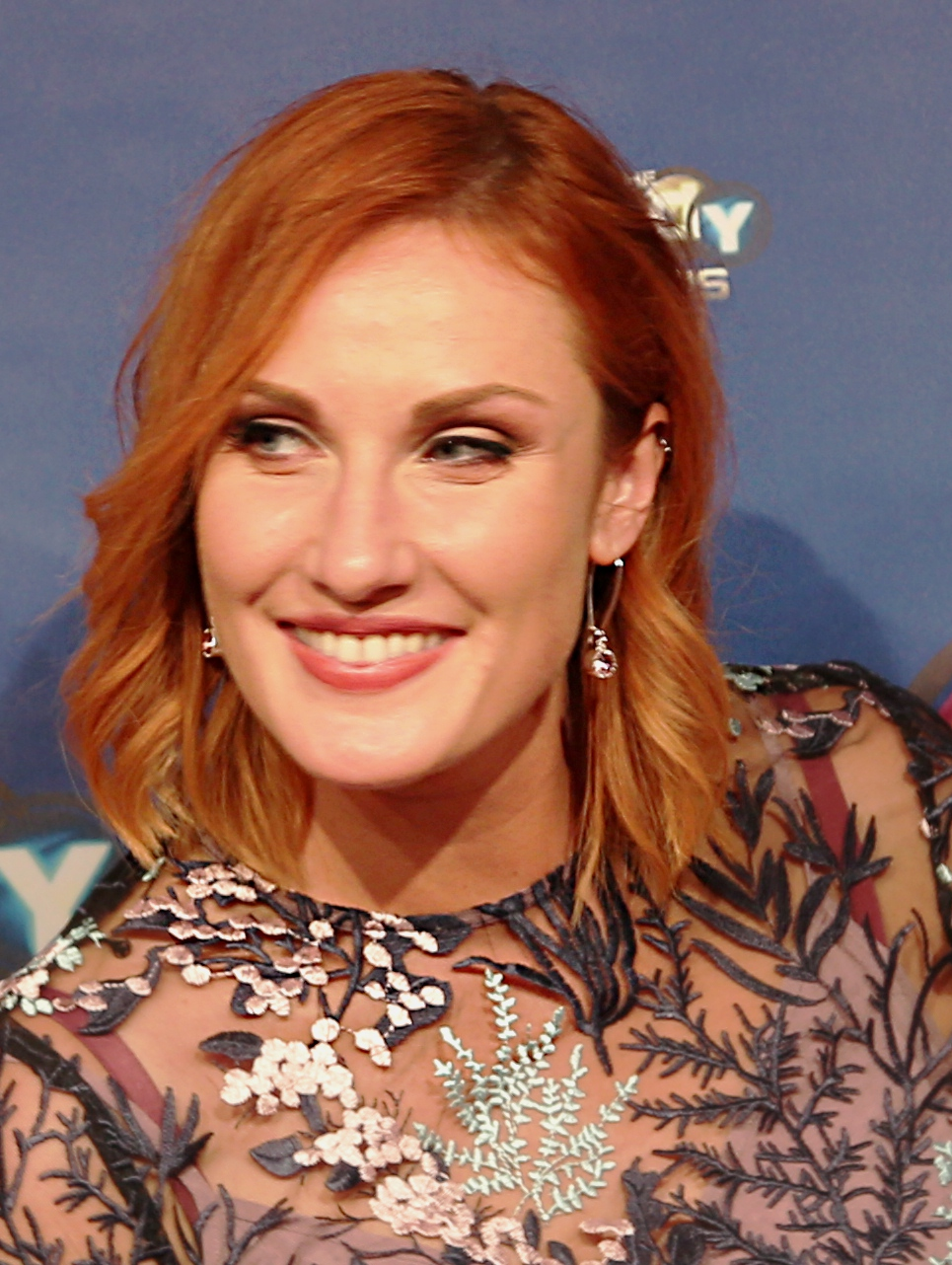
Lena Liebkind (2017)

Lena Liebkind (* 1985 in Kiew) ist eine deutsche ehemalige Stand-Up-Comedian und jetzige Comedy-Autorin und Creative Producerin.

## Leben
Liebkind wurde in der Ukraine als Kind russischer Eltern geboren und kam 1993 mit acht Jahren als jüdischer Kontingentflüchtling nach Deutschland. Sie wuchs in Hanau auf. Als gelernte Kauffrau in Marketingkommunikation arbeitete sie sowohl auf Agentur- als auch auf Kundenseite.
2009 begann Liebkind  mit Poetry-Slam-Auftritten in ihrer Freizeit, schrieb für die Musikzeitschrift DJ Mag eine eigene Kolumne und veröffentlichte eigene Texte und selbstgeschriebene Kurzgeschichten-Hörspiele.
2014 begann Lena Liebkind als Stand-Up-Comedian auf Offenen Bühnen. Sie gewann im Herbst 2014 den „Talent Award“ der Fernsehsendung Nightwash. Sie war bis 2017 auf Tour und in Unterhaltungssendungen zu sehen. Sie war Darstellerin in Sketchformaten und arbeitete als Sprecherin und Autorin für Werbung und Radio-Comedy.
Seit 2018 arbeitet Lena Liebkind als Autorin und Creative Producerin für Produktionsfirmen und Sender. Sie entwickelt Showformate, schreibt Fiction-Serien und ist in Writers’ Rooms tätig.

## Solo-Programm
- Russen Tourette – Unheilbar lustig.

## Fernsehauftritte und Rundfunk (Auswahl)
- Nightwash
- 2015: TV total[3]
- 2015: RTL Comedy Grand Prix
- Quatsch Comedy Club – 25 Jahre
- 2016 bis 2018: Shuffle (Moderation) auf One
- Dings vom Dach
- Miss Wildcard auf Sky Deutschland
- Funk „OMG“ Sketche
- Nuhr ab 18
- Nuhr im Ersten – Satiregipfel
- Solo Aufzeichnung für den Hessischen Rundfunk
- HR Comedy Tower
- 1Live – 2Girls 1Chat (Radiocomedy)
- Plus Eins – Deutschlandfunk
- 17 Ziele Hamburg
- Comedy Central  – Roast Battle
- 2022: Die Anstalt